# Listă de filme sovietice din 1925
- Filme sovietice din: 1924 — 1925 — 1926

Aceasta este o listă de filme produse în Uniunea Sovietică în 1925.
| Titlu                        | Titlu original         | Regizor                                            | Distribuție                                                        | Gen                              | Note            |
| ---------------------------- | ---------------------- | -------------------------------------------------- | ------------------------------------------------------------------ | -------------------------------- | --------------- |
| 1925                         |                        |                                                    |                                                                    |                                  |                 |
| Căpitanul de poștă           | Коллежский регистратор | Ivan Moskvin, Iuri Jeleabujski, Vladimir Gonciukov | Ivan Moskvin, Boris Tamarin, Vera Malinovskaia                     |                                  |                 |
| Aero NT-54                   | Аэро НТ-54             | Nikolai Petrov                                     | Elena Korchagina-Alexandrovskaya                                   | Aventuri                         |                 |
| The Case of Tariel Mklavadze | Дело Тариэла Мклавадзе | Ivane Perestiani                                   | Kote Mikaberidze                                                   | Groază                           |                 |
| Crucișătorul Potemkin        | Броненосец «Потёмкин   | Sergei Eisenstein                                  |                                                                    | Drama                            |                 |
| Chess Fever                  | Шахматная горячка      | Vsevolod Pudovkin, Nikolai Shpikovsky              | José Raúl Capablanca, Vladimir Fogel                               | Comedie                          |                 |
| Cross and Mauser             | Крест и Маузер         | Vladimir Gardin                                    | Yevgeni Chervyakov                                                 | Aventuri                         |                 |
| Luci smerti                  | Луч смерти             | Lev Kuleshov                                       | Porfiri Podobed, Vsevolod Pudovkin, Vladimir Fogel                 | Science fiction                  | Parțial pierdut |
| Fedka's Truth                | Федькина правда        | Olga Preobrazhenskaya                              |                                                                    |                                  |                 |
| Gold Reserves                | Золотй Запас           | Vladimir Gardin                                    | Yevgeni Chervyakov                                                 | Aventuri                         |                 |
| His Call                     | Его призыв             | Yakov Protazanov                                   | Varvara Popova                                                     | Drama                            |                 |
| Jewish Happiness             | Еврейское счастье      | Alexis Granowsky                                   | Solomon Mikhoels, Moisei Goldblat, Tamara Adelgeym                 | Comedie, romantic                |                 |
| Kommunit                     | Коммунит               | Yakov Morin                                        | Lyantse, Banovsky, Vladimir Shakhovsky, V. Arnoldov, Semyon Brümer | Propaganda                       | Film pierdut    |
| The Marriage of the Bear     | Медвежья свадьба       | Vladimir Gardin, Konstantin Eggert                 | Konstantin Eggert, Vera Malinovskaya                               | Film de groază, fantastic, drama |                 |
| Mishki versus Yudenich       | Мишки против Юденича   | Grigori Kozintsev, Leonid Trauberg                 | Aleksandr Zavyalov                                                 | Comedie                          | Film pierdut    |
| Namus                        | Намус                  | Hamo Beknazarian                                   | Hovhannes Abelian, Hasmik                                          | Drama                            |                 |
| Stepan Khalturin             | Степан Халтурин        | Aleksandr Ivanovsky                                | Aleksandr Morozov, Angelina Raupenas, Nikolai Shmidtgof            | Biografie                        |                 |
| Strike                       | Стачка                 | Sergei Eisenstein                                  | Grigori Aleksandrov, Aleksandr Antonov                             | Dramă istorică                   |                 |
| The Tailor from Torzhok      | Закройщик из Торжка    | Yakov Protazanov                                   | Igor Ilyinsky, Vera Maretskaya                                     | Comedie                          |                 |
| You give Radio!              | Даёшь радио!           | Sergei Yutkevich                                   | Boris Poslavsky, Pyotr Repnin                                      | Comedie, scurt                   | Film pierdut    |
| Who is the Guilty?           | Наездник из Вайлд Вест | Alexandre Tsutsunava                               | Kote Mikaberidze                                                   | Western                          |                 |